# Rhein-Ruhr Zentrum

Logo van het Rhein-Ruhr Zentrum

Het Rhein-Ruhr Zentrum (afgekort: RRZ) was een van de eerste overdekte winkelcentra in Duitsland toen het in 1973 werd geopend. Het is gelegen in het oosten van Mülheim an der Ruhr aan de grens met Essen en beschikt over ongeveer 79.000 vierkante meter verkoopvloeroppervlakte.

## Geschiedenis
Het terrein van 200.000m² was tot 1929 in gebruik van de mijn Zeche Humboldt van het Mülheimer Bergwerks-Verein. Daarna deed het dienst voor de steenkolenoverslag. 
Volgens de eerste plannen uit 1970 werd op 1 maart 1973, het ca. 150 miljoen D-Mark kostende winkelcentrum geopend met 57 winkels. 
Het project was ontworpen door de architect Walter Brune, die eerder diverse warenhuizen voor Karstadt en Horten had ontworpen en later de Kö-Galerie had ontwikkeld.
Destijds was het centrum in het bezit van Stinnes AG, Karstadt AG, C&A Brenninkmeyer en Otto Warenhausgesellschaft. Na een ombouw van het Otto warenhuis in 1978 kreeg het Rhein-Ruhr Zentrum 31 extra winkels.
Van 1992 tot 1993 werd het Rhein-Ruhr Zentrum aanzienlijk uitgebreid. Het bestaande gedeelte werd opnieuw ingericht en voorzien van glazen koepels, waardoor het centrum en de winkels een nieuw aanzicht kregen.In het oosten, zuiden en westen werden omvangrijke nieuwe onderdelen gebouwd met ruime, lichte winkelstraten. De buitengevel werd opnieuw bekleed.   
In 1998 begonnen de bouwwerkzaamheden aan de verdere uitbreiding van het Rhein-Ruhr Zentrum aan de zuidzijde met een Urban Entertainment Center. 
In 2002 werd het Karstadt warenhuis verbouwd, nadat het Karstadt-Möbelhaus op werd geheven. Er werd een nieuw concept ontwikkeld met meer shops-in-the-shops naar een ontwerp in retrostijl van de Amerikaanse architect Jordan Mozer. Rondom de door het warenhuis zelf gebruikte oppervlakte werd winkelruimte verhuurd. Op die manier ontstonden de Karstadt-Arkaden en werd Karstadt een concurrent van het winkelcentrum door zelf winkelruimte te verhuren. In de Karstadt-Arkaden  met een oppervlakte van ca. 50.000m² zijn onder meer Aldi en Anson's te vinden.  
In 2006 werd het centrum overgenomen van de architect Walter Brune door Rhein-Ruhr Zentrum GmbH & Co.KG, een gezamenlijke onderneming van Merrill Lynch en ECE Projektmanagment. In 2012 werd het aandeel van Merill Lynch verkocht aan Morgan Stanley.
Vanaf het derde kwartaal van 2013 werd het centrum onder leiding van ECE gemoderniseerd voor een bedrag tussen de 30 en 35 miljoen euro.
In drie transacties met een totaalsom van meer dan 500 miljoen euro verkreeg de joint venture Harko Gruppe (een combinatie van Morgan Staney en Redos) in 2017 het complete Rhein-Ruhr Zentrum (van Blackstone en ECE) in handen inclusief de Karstadt-Arkaden (van Highstreet) en de kantoortoren (van Bouwfonds). De totale verhuurbare oppervlakte bedraagt 138.000m². In november 2017 hebben Morgan Stanley en Redos de kantoortoren in eigendom gekregen. In 2019 werd bekendgemaakt dat het centrum (inclusief de Karstadt-Arkaden en de kantoortoren) voor ca. 200 miljoen euro wordt gemoderniseerd. In het moderniseringsplan van architectenbureau Maas & Partner worden vier themawerelden gecreëerd. De werkzaamheden zoiuden eind tweede kwartaal 2020 aan en  in 2023 afgerond. Het centrummanagement blijft in handen van ECE.
In juni 2023 werd bekend dat de Spaanse Eurofund-groep en Signal Capital het te renoveren winkelcentrum overnemen van de Harko Gruppe voor een bedrag van minder dan € 60 miljoen, waarbij de kosten voor de renovatie werden geschat op ca. € 200 miljoen. Een maand later maakte de joint-venture bekend vanaf 2024 in twee fasen € 180 miljoen te investeren in de renovatie van het centrum. De beheerovereenkomst met ECE werd door de eigenaar opgezegd.
Het Rhein-Ruhr Zentrum telt zo'n 180 winkels en een ruim horeca- en entertainmentaanbod op een verkoopvloeroppervlakte van ca. 79.000 m². Aangrenzend aan het centrum was het voormalige hoofdkantoor van Stinnes AG, en werd later het hoofdkantoor van de Brenntag Gruppe. De kantoortoren heeft een oppervlakte van 22.547m².
Op normale verkoopdagen bezoeken tot zo'n 40.000 bezoekers het centrum, wat oploopt tot zo'n 80.000 bezoekers op de zaterdagen voor kerst. De omzet in het centrum groeide van 139 miljoen D-mark in 1973 naar 360 miljoen euro in 2002.

## YoungFashionMall
De YoungFashionMall is een 'winkelcentrum in het winkelcentrum'. Dit gedeelte richt zich op mode voor tieners. In dit gedeelte is ook een bowlingcentrum in de kelder.  

## Food Lounge
De Festival Garden, die werd geopend in 1998, werd in april 2013 hernoemd in Food Lounge, om een jonger en frisser imago te hebben. De Food Lounge huisvest een aantal fastfoodrestaurants, restaurants, ijssalons, cocktailbars, cafés en een gokhal. Aangrenzend is een CinemaxX- bioscoop.

## Bereikbaarheid

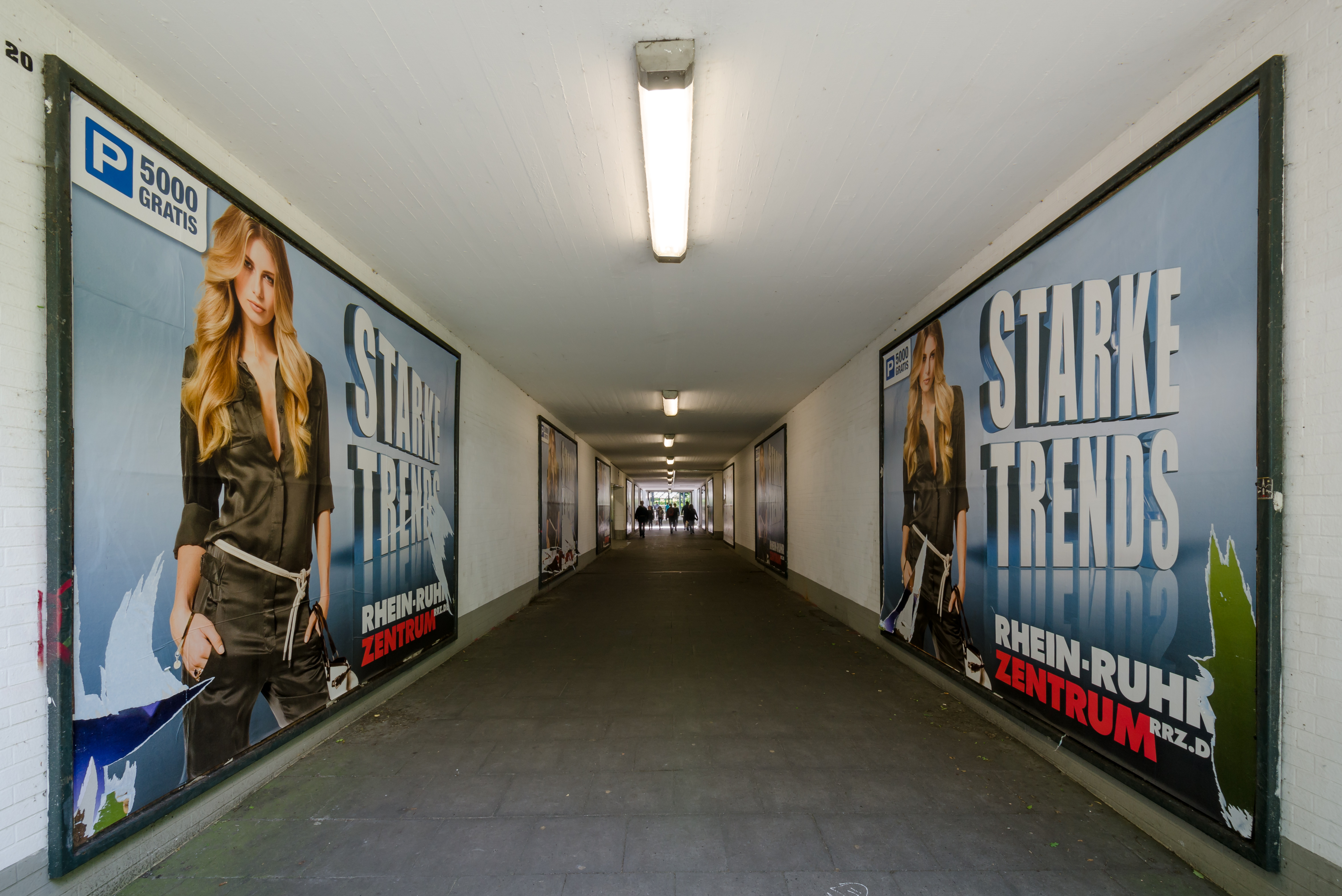
Tunnel van het RRZ naar het metrostation van de lijn U18.

In 2003 kreeg het Rhein-Ruhr Zentrum een eigen aansluiting op de autosnelweg A40 vanuit de richting van Mülheim an der Ruhr. Dit is afrit 20 "Mülheim-Heimaterde / Rhein-Ruhr Zentrum" en een oprit naar de A40 richting Essen. Voor deze aansluiting werd  het eenrichtingsverkeer op de Humboldring rond het Rhein-Ruhr Zentrum van richting gewijzigd. Het centrum telt ruim 5000 gratis parkeerplaatsen, veelal in parkeergarages. 
Het centrum is goed bereikbaar met het openbaar vervoer. Naast de metrolijn U18, stoppen de buslijnen 130, 139 en 151 en de nachtbuslijnen NE9 en NE10 bij het Rhein-Ruhr Zentrum.

## Rommelmarkt
Elke eerste zondag van de maand vindt er in en om het Rhein-Ruhr Zentrum een grote rommel- en antiekmarkt plaats. 